# Stenobothroides xinjiangensis
Stenobothroides xinjiangensis är en insektsart som beskrevs av Xu, Shengquan och Z. Zheng 1996. Stenobothroides xinjiangensis ingår i släktet Stenobothroides och familjen gräshoppor. Inga underarter finns listade i Catalogue of Life.